# Plumbago tristis
Plumbago tristis Aiton – gatunek rośliny z rodziny ołownicowatych (Plumbaginaceae Juss.). Występuje naturalnie w Południowej Afryce – w Prowincji Przylądkowej Zachodniej. 

## Morfologia
PokrójWiecznie zielony półkrzew dorastający do 30 cm wysokości.
LiścieIch blaszka liściowa ma odwrotnie sercowaty kształt. Mierzy 0,5–1 cm długości, ma klinową nasadę i tępy wierzchołek. Ogonek liściowy jest nagi i osiąga 1–4 mm długości.
KwiatyZebrane w złożone kłosy o długości 5–10 cm, rozwijają się w kątach pędów. Kielich ma rurkowaty kształt i mierzy do 10 mm długości. Płatki mają podłużnie odwrotnie jajowaty kształt i czerwonopomarańczową barwę, dorastają do 25 mm długości.

## Biologia i ekologia
Rośnie na wydmach oraz terenach skalistych. Występuje na wysokości od 305 do 1000 m n.p.m.